# Guinomi

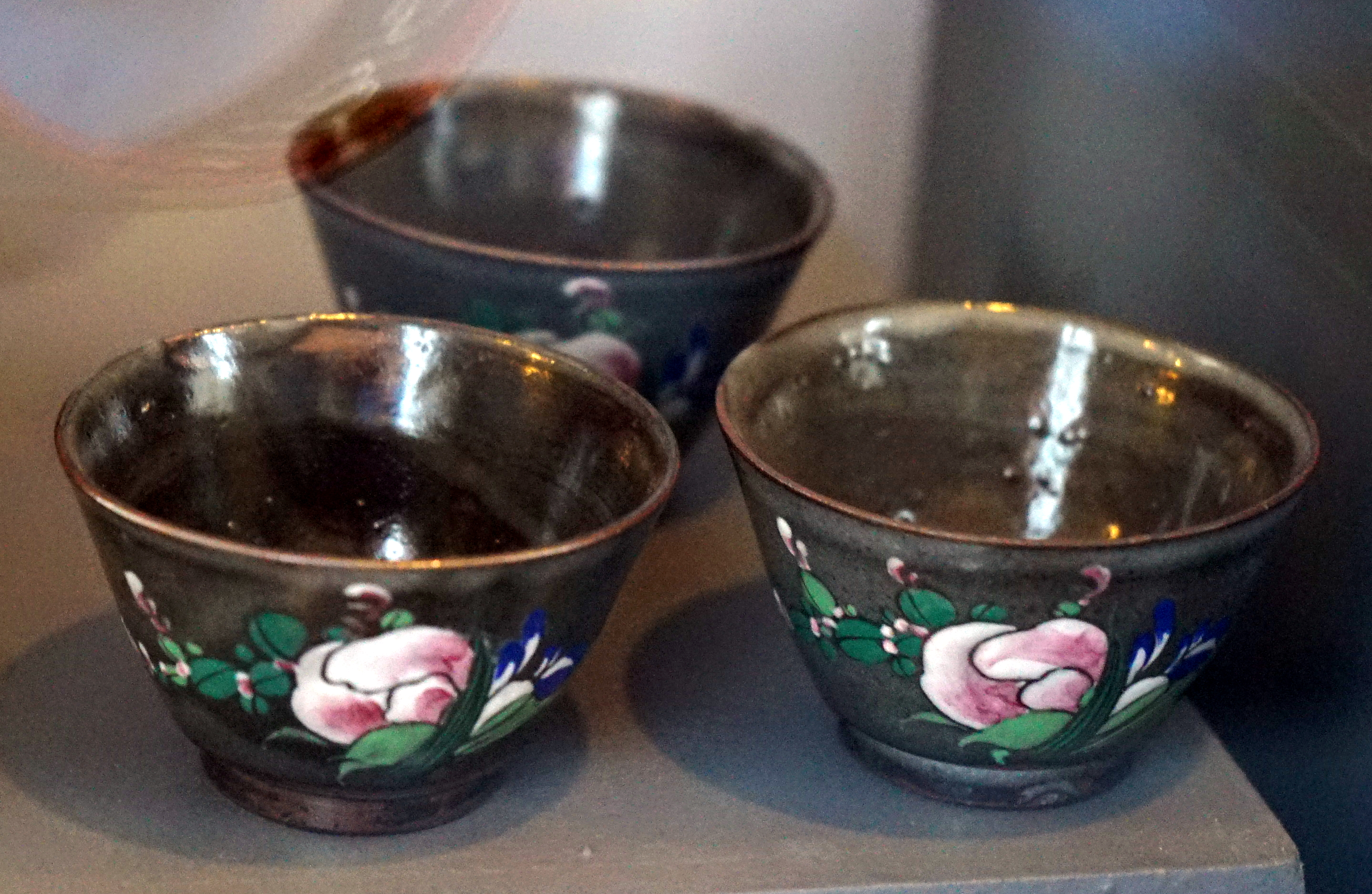
Un guinomi

Un guinomi (ぐい呑み) est une coupe en céramique destinée au service du saké, l'alcool de riz japonais. Il ressemble au choko, mais avec une plus grande taille (6 à 8 cm de diamètre et autant de hauteur), restant néanmoins plus petit qu'un chawan, destiné au service du thé. Il peut avoir un pied et même de petites anses.
Il est destiné à la consommation personnelle du saké réchauffé à 50° au maximum qui doit se boire d’un trait, au contraire des choko et sakazuki, qui sont de petites coupes devant être remplies mutuellement à de nombreuses reprises selon la tradition japonaise.
Les formes en sont plus libres et on trouve des styles délimités :
- bajohai
- hiragata
- jihai
- kutsugata
- mentori
- rokakuhai
- shihohai
- sobachoko
- tenmoku
- tsutsugata
- wangata

Gui signifie « boire d'un trait ».